# Fannia ornata
Fannia ornata là một loài ruồi trong họ Fanniidae.